# Vitlökspulver

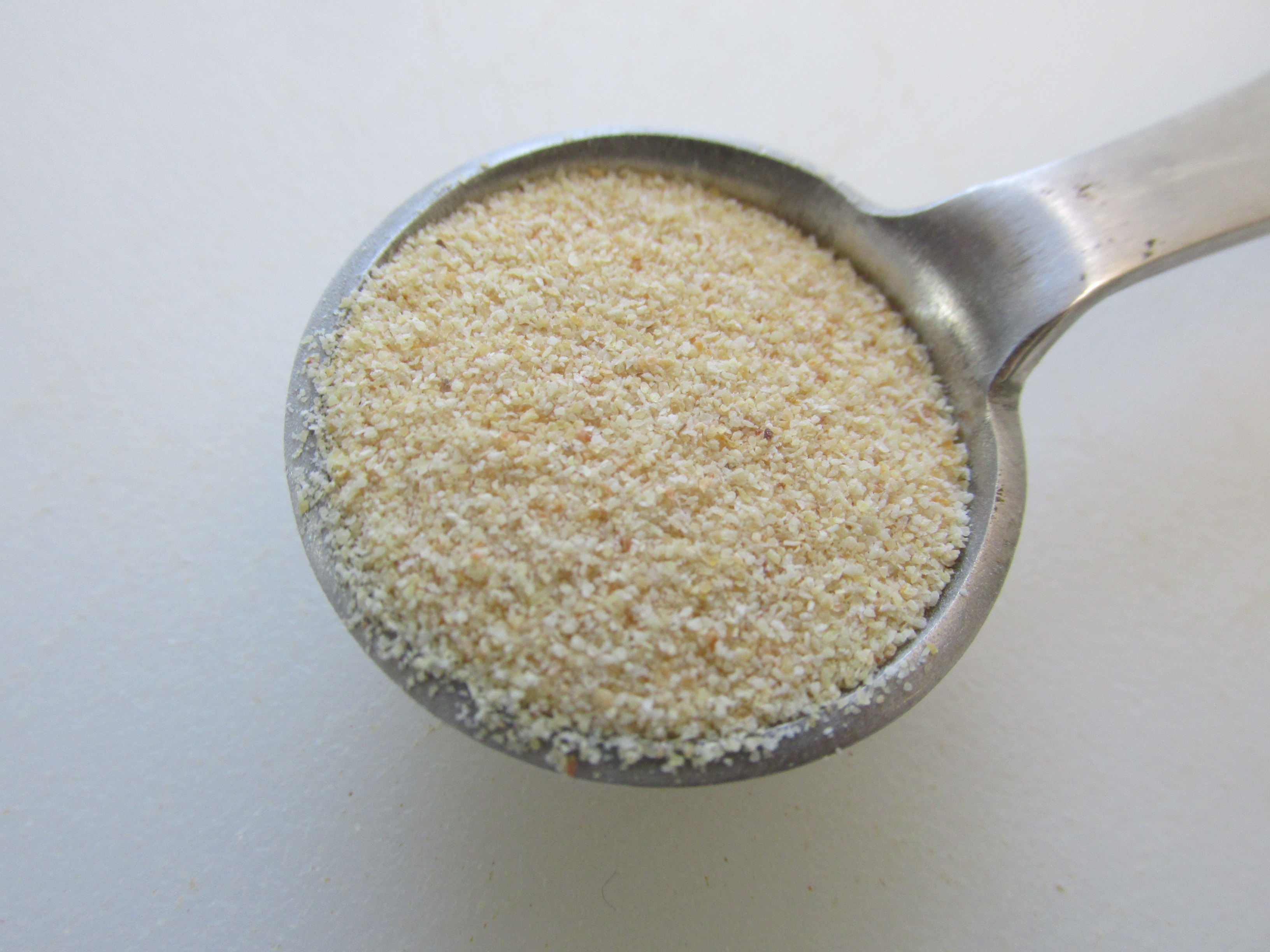
Vitlökspulver.

Vitlökspulver är en krydda bestående av torkade och pulvriserade vitlöksklyftor. Smaken är något svagare än färsk vitlök.
Ett kryddmått vitlökspulver motsvarar ungefär en klyfta vitlök.